# Philaenus parvulus
Philaenus parvulus är en insektsart som först beskrevs av Victor Lallemand 1927.  Philaenus parvulus ingår i släktet Philaenus och familjen spottstritar. Inga underarter finns listade i Catalogue of Life.